# Первинний антигенний гріх

Первинний антигенний гріх: Коли організм вперше стикається з інфекцією, він виробляє ефективні антитіла проти своїх домінуючих антигенів і таким чином усуває інфекцію. Однак, коли він зустрінеться з тією ж інфекцією, на її пізнішій стадії розвитку, з новим домінантним антигеном, з тепер рецесивним вихідним антигеном, імунна система все одно буде виробляти колишні антитіла проти цього старого «тепер рецесивного антигену» і не вироблятиме нові антитіла проти нового домінуючого, це призводить до вироблення неефективних антитіл і, отже, слабкого імунітету.

Первинний антигенний гріх (англ. Original antigenic sin), також відомий як антигенний імпринтинг або ефект Хоскінса (англ. the Hoskins effect) — схильність імунної системи організму переважно використовувати імунологічну вже існуючу пам'ять на основі попередньої інфекції, при зустрічі з другою, трохи іншою версією цього чужорідного збудника (наприклад, вірусу або бактерії). Це залишає імунну систему «заблокованою» першою реакцією, яку вона зробила на кожен антиген, і не спроможною забезпечити потенційно більш ефективні відповіді під час наступних інфекцій. Антитіла або Т-клітини, індуковані під час інфекцій з першим варіантом збудника, підлягають формі первинного антигенного гріха, відомому, як заморожування репертуару.
Явище первинного антигенного гріха було описано стосовно вірусу грипу, гарячки денге, вірусу імунодефіциту людини (ВІЛ) та кількох інших вірусів.

Вперше це явище було описане у 1960 році Томасом Френсісом молодшим у статті «Про вчення про первородний антигенний гріх» (англ. "On the Doctrine of Original Antigenic Sin"). Він названий за аналогією з теологічною концепцією первородного гріха. За словами Френсіса, за цитатою Річарда Краузе:
«Антитіла дитинства значною мірою є реакцією на домінантний антиген вірусу, що викликає першу інфекцію грипу типу А протягом життя. […] Відбиток, встановлений початковою вірусною інфекцією, визначає реакцію антитіл після цього. Це ми назвали вченням про первинний антигенний гріх».

## У В-клітинах

В-клітина з високою спорідненістю, специфічна для вірусу А, переважно активується новим штамом, вірусом А^{1}, для вироблення антитіл, які неефективно зв'язуються зі штамом ^{А1}. Наявність цих антитіл пригнічує активацію наївної В-клітини, яка виробляє більш ефективні антитіла проти вірусу А^{1}. Цей ефект призводить до зниження імунної реакції проти вірусу А^{1} і підвищує ризик серйозної інфекції.

Під час первинної інфекції утворюються довгоживучі В-клітини пам'яті, які залишаються в організмі та забезпечують захист від наступних інфекцій. Ці В-клітини реагують на специфічні епітопи на поверхні вірусних білків, щоб виробляти антиген-специфічні антитіла, і здатні реагувати на інфекцію набагато швидше, ніж В-клітини здатні реагувати на нові антигени. Цей ефект скорочує час, необхідний для очищення наступних інфекцій.
Між первинними та вторинними інфекціями або після вакцинації вірус може зазнати антигенного дрейфу, при якому поверхневі білки вірусу (епітопи) змінюються шляхом природної мутації, що дозволяє вірусові уникнути імунної відповіді. Коли це відбувається, змінений вірус переважно активує раніше активовані В-клітини з високою спорідненістю пам'яті та стимулює вироблення антитіл. Однак, антитіла, вироблені цими В-клітинами, зазвичай неефективно чіпляються до змінених епітопів. Крім того, ці антитіла пригнічують активацію наївних В-клітин з більш високою спорідненістю, які могли б виробляти більш ефективні антитіла до другого вірусу. Це призводить до менш ефективної імунної відповіді, і для усунення рецидивуючих інфекцій може знадобитися більше часу.
Первинний антигенний гріх має особливе значення у застосуванні вакцин. При гарячці денге вплив первинного антигенного гріха має важливі наслідки для розробки вакцини. Після того, як буде встановлено імунну відповідь проти серотипу вірусу денге, малоймовірно, що щеплення проти другої буде ефективною, що означає, що збалансовану реакцію проти всіх чотирьох серотипів вірусу необхідно встановити з першою дозою вакцини.
Специфічність та якість імунної відповіді проти нових штамів грипу часто знижуються у осіб, які неодноразово імунізовані (шляхом вакцинації або рецидивуючих інфекцій). Однак вплив антигенного гріха на захист не був добре встановлений і, схоже, різниться між вакцинами, географічного розташування та віку. Дослідники виявили знижену реакцію антитіл на пандемічну вакцину проти грипу H1N1 2009 року у осіб, які були вакциновані проти сезонного A/Brisbane/59/2007 (H1N1) протягом останніх трьох місяців.

## У цитотоксичних Т-клітинах
Подібне явище було описане в цитотоксичних Т-клітинах (ЦТЛ). Було продемонстровано, що під час другої інфекції іншим штамом вірусу денге, ЦТЛ воліють вивільняти цитокіни, а не викликати лізис клітин. В результаті цього вважається, що вироблення цих цитокінів збільшує проникність судин і посилює пошкодження ендотеліальних клітин, явище, відоме як геморагічна гарячка денге.
Кілька груп намагалися розробити вакцини проти ВІЛ та гепатиту С на основі індукції реакції ЦТЛ. Висновок про те, що реакція ЦТЛ може бути упередженою первинним антигенним гріхом, може допомогти пояснити обмежену ефективність цих вакцин. Віруси, такі як ВІЛ, дуже мінливі і часто зазнають мутацій; через первинний антигенний гріх, інфекція ВІЛ, індукована вірусами, які експресують дещо інші епітопи (ніж ті, що містяться у вірусній вакцині), не може бути контрольована вакциною. Насправді, вакцина може погіршити інфекцію, «затримавши» імунну відповідь на першу, неефективну реакцію, яку вона зробила проти вірусу.